# Paopi
Paopi (en copto: Ⲡⲁⲱⲡⲉ, Paōpe), también conocido como Phaophi (Φαωφί, Phaōphí) y Babah (en árabe: بابه‎, Baba), es el segundo mes de los antiguos calendarios egipcio y copto. Abarca del 11 de octubre al 9 de noviembre del calendario gregoriano, a menos que año anterior copto fuera bisiesto. El mes de Paopi era también el segundo mes de la Estación de Akhet (Inundación) en el Antiguo Egipto, cuando la crecida del Nilo inundaba las riberas (lo que no sucede desde la construcción de la Presa de Asuán).

## Nombre
Paopi significa "el de Opet" porque en este mes se celebraba originalmente la "Bella fiesta de Opet". Los antiguos Egipcios creían que, durante este mes, el sol, la deidad de Amón-Ra, viajaba de Karnak a Luxor para celebrar el famoso festival de Opet.

## Sinasario copto del mes de Paopi
| Copto   | Juliano       | Gregoriano  | Celebraciones |
| ------- | ------------- | ----------- | --- |
| Paopi 1 | Septiembre 28 | Octubre 11  | - Martirio de santa Anastasia. |
| 2       | 29            | 12          | - Llegada de san Severo, Patriarca de Antioquía, a los monasterios egipcios. |
| 3       | 30            | 13          | - Muerte de san Simeón II, 51.er papa de Alejandría. - Martirio de san Juan el soldado |
| 4       | Octubre 1     | 14          | - Martirio de san Baco, compañero de san Sergio. |
| 5       | 2             | 15          | - Martirio de san Pablo, Patriarca de Constantinopla. |
| 6       | 3             | 16          | - Muerte de Ana la profetisa, madre del profeta Samuel. |
| 7       | 4             | 17          | - Muerte de san Pablo de Tamma. - Martirio de los santos Mena y Hasina |
| 8       | 5             | 18          | - Martirio de san Matra - Martirio de los santos Hor, Susana (Tosia) y sus hijos, y san Agatón el ermitaño                                                                                                |
| 9       | 6             | 19          | - Muerte de san Eumenes, 7º papa de Alejandría. - Eclipse de sol in el año 1242. - Celebración de san Simeón Obispo                                                                                       |
| 10      | 7             | 20          | - Martirio de san Sergio, compañero de san Baco. |
| 11      | 8             | 21          | - Muerte de san Jacobo, Patriarca de Antioquía - Muerte de santa Pelagia. |
| 12      | 9             | 22          | - Celebración de san Miguel Arcángel. - Martirio de san Mateo el Evangelista. - Muerte de san Demetrio, 12º papa de Alejandría.                                                                           |
| 13      | 10            | 23          | - Muerte de san Zacarías el monje |
| 14      | 11            | 24          | - Muerte de san Felipe el Diácono, uno de los Siete Diáconos. |
| 15      | 12            | 25          | - Martirio de san Pantaleón de Nicomedia. |
| 16      | 13            | 26          | - Conmemoración de san Carpo, san Apolo (Papilus) y san Pedro, discípulos de san Isaías el ermitaño. - Muerte de san Ágato, 39.º papa de Alejandría.                                                      |
| 17      | 14            | 27          | - Muerte de san Dióscoro II, 31.er papa de Alejandría. |
| 18      | 15            | 28          | - Muerte de san Teófilo, 23º papa de Alejandría. |
| 19      | 16            | 29          | - Asamblea del Concilio de Antioquía contra Pablo de Samósata, en el 280. - Martirio de san Teófilo y su mujer en Fayún.                                                                                  |
| 20      | 17            | 30          | - Muerte de san Juan el Enano. |
| 21      | 18            | 31          | - Muerte del profeta Joel. - Conmemoración de Santa María Virgen, Madre de Dios (Theotokos). - Traslado del cuerpo de Lázaro. - Muerte de san Freig (Abba Tegi o Anba Ruwais) - Muerte de la Madre Irene. |
| 22      | 19            | Noviembre 1 | - Martirio de san Lucas el Evangelista. |
| 23      | 20            | 2           | - Martirio de san Dionisio, Obispo de Corinto. - Muerte de san José I, 52.º papa de Alejandría. |
| 24      | 21            | 3           | - Muerte de san Hilarión, el Anacoreta. - Martirio de los santos Pablo, Longino y Dina (Zena) |
| 25      | 22            | 4           | - Muerte de los santos Abib y Apolo. - Consagración de la Iglesia de san Julio de Aqfas en Alejandría. |
| 26      | 23            | 5           | - Martirio de san Simón apóstol. - Conmemoración de los Siete Mártires del Monte de San Antonio. |
| 27      | 24            | 6           | - Martirio de san Macario, Obispo de Edkow (Tkoou) |
| 28      | 25            | 7           | - Martirio de los santos Marciano y Mercurio. |
| 29      | 26            | 8           | - Martirio de san Demetrio de Sirmio. |
| 30      | 27            | 9           | - Consagración de la Iglesia de san Marco el Evangelista y la aparición de su Sagrada Cabeza. - Muerte de san Abraham (Ibrahim) el ermitaño de Memfis                                                     |

### Citas
1. ↑  Gabra, Gawdat (2008), «Coptic Calendar», The A to Z of the Coptic Church, A to Z Guide Series, No. 107, Plymouth: The Scarecrow Press..